# Brother Industries
Brother Industries, Ltd.  (яп. ブラザー工業株式会社, Burazā Kōgyō Kabushiki-gaisha) — японська транснаціональна компанія з розробки та виробництва електроніки та електронного обладнання зі штаб-квартирою у Нагої, Японія. Її продукція включає принтери, багатофункціональні пристрої, комп'ютери, побутові та промислові швацькі машини, важке машинне обладнання, принтери етикеток, друкарські машинки, та іншу комп'ютерну електроніку . Brother дистрибує свою продукцію як під власним ім'ям, так і за OEM-угодами з іншими компаніями.

## Історія
Історія компанії Brother почалася в 1908 році, коли вона спочатку називалася Yasui Sewing Machine Co в Нагої, Японія . Назва компанії походить від ранньої моделі швацької машини Brother, яка сама по собі була названа на честь братів Ясуї, Масайосі та Джіцуїчі . У 1955 році було засновано Brother International Corporation (США) як першу закордонну торгову філію. У 1958 році в Дубліні була заснована європейська регіональна торгова компанія. У 1962 році назву компанії було змінено на Brother Industries, Ltd. Brother вийшов на ринок принтерів під час тривалої співпраці з Centronics .
У 1968 році компанія перенесла свою британську штаб-квартиру в Оденшоу, Манчестер, після придбання Jones Sewing Machine Company, давнього британського виробника швейних машин .
У березні 2005 року в Нагої відкрився «Brother Communication Space» (тепер Brother Museum), корпоративний музей, який також виконує функції закладу зв’язків з громадськістю.
У грудні 2011 року Brother урізноманітнив свої пропозиції, придбавши Nefsis, інноватора в програмному забезпеченні для віддаленої співпраці та конференцій через Інтернет .

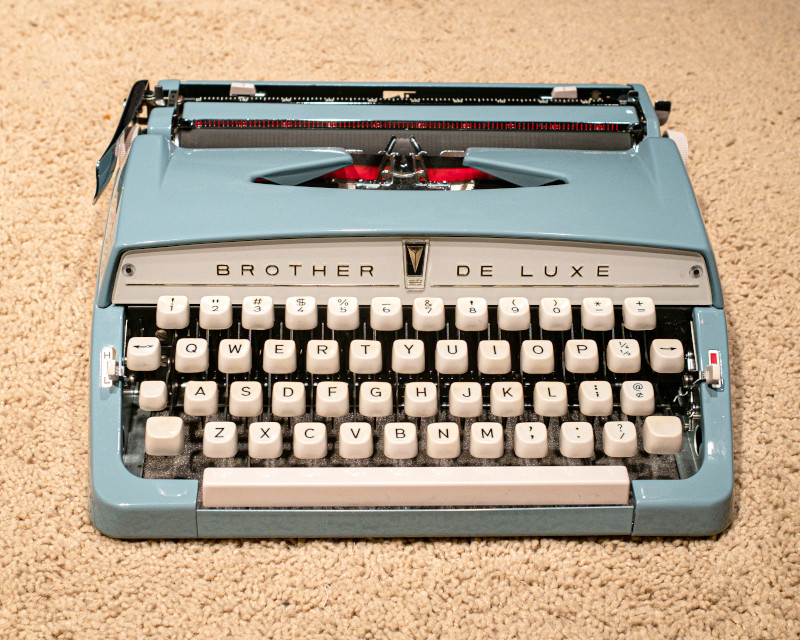
Ручна друкарська машинка Brother De Luxe 1960-х років

Brother активно конкурував на світовому ринку друкарських машинок, спочатку зі своїми персональними ручними друкарськими машинками зі своєї фабрики в Нагої, а пізніше зі своїми власними фабриками за кордоном (наприклад, у Великій Британії, США), конкуруючи з брендами, які домінували на міжнародному ринку друкарських машинок, зокрема з японською Silver Seiko Ltd. та іншими. У 1960-х і 1970-х роках Brother разом з японськими компаніями Silver Seiko і Nakajima часто ставали об’єктами антидемпінгових кампаній у Сполучених Штатах і Європі через їх недорогі ручні друкарські машинки . У листопаді 2012 року компанія Brother оголосила, що виготовила останню друкарську машинку британського виробництва на своєму заводі в північному Уельсі. Вона виготовила 5,9 мільйона друкарських машинок на своїй фабриці в Рексхемі з моменту її відкриття в 1985 році. Brother подарував останню машину лондонському Музею науки .
Станом на 31 березня 2020 року річний дохід від продажів Brother сягнув 637 259 мільйонів ієн (6 044 666 710 доларів США за обмінним курсом жовтня 2020 року) .
У вересні 2022 року компанія Brother відсвяткувала рубіж у виробництві 70 мільйонів домашніх швейних машин, випущених з початку масового виробництва в 1932 році .

## Швейні та вишивальні машини

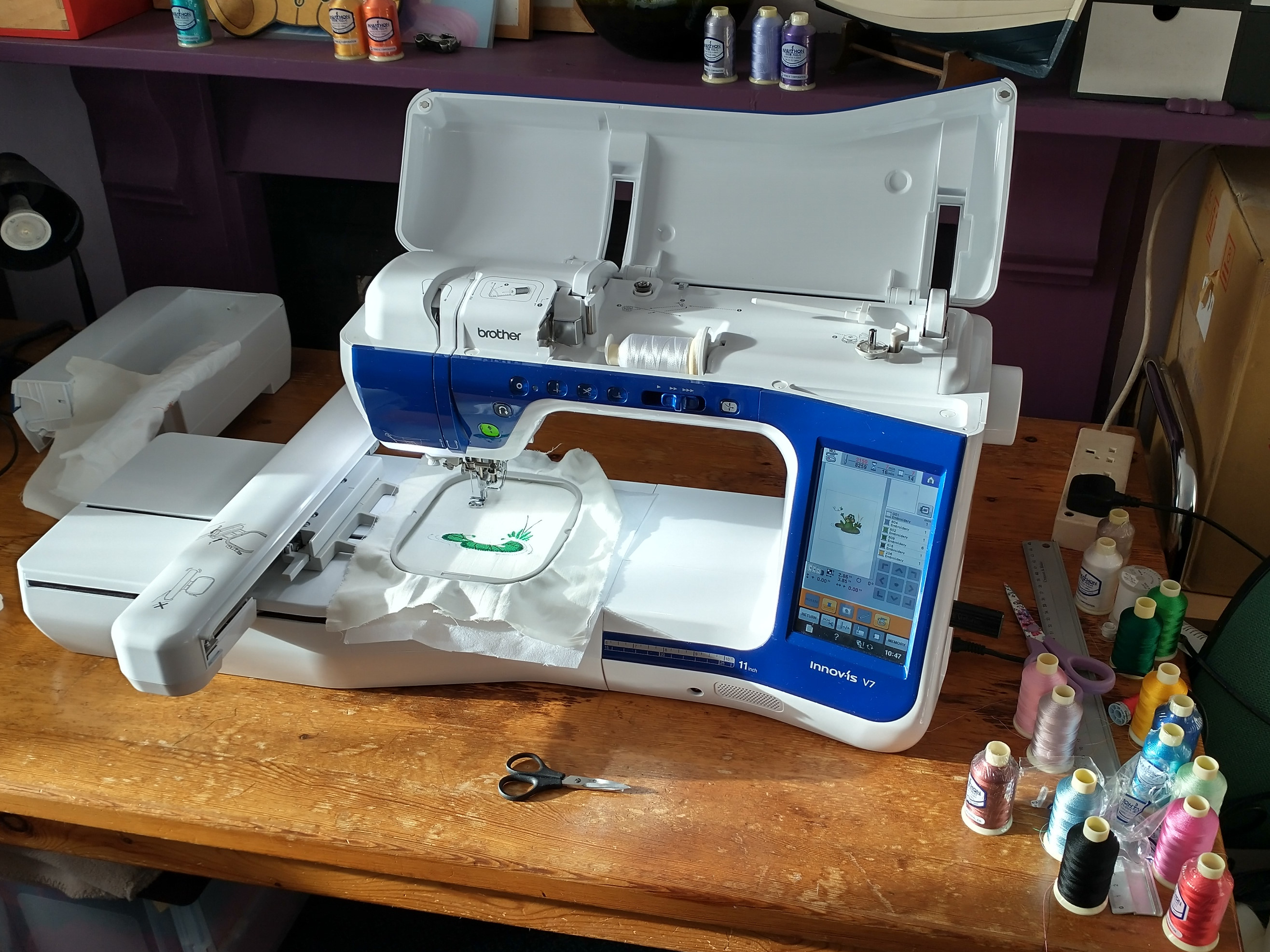
Brother Innov-це комп’ютеризована швейна/вишивальна машина V7

У 2010 році швейні підрозділи Brother Industries по всій Європі були об’єднані в одну більшу компанію під назвою «Brother Sewing Machines Europe GmbH». З оборотом понад 80 мільйонів євро це четверта за величиною компанія під егідою організацій Brother Industries Ltd.
Brother Industries виробляє механічні швейні машини в Чжухаї, Китай, і комп'ютеризовані швейні та вишивальні машини в Тайвані. У 2012 році в провінції Донг Най, В’єтнам, було відкрито нову фабрику швейних машин, яка є найбільшою фабрикою швейних машин окремої марки у світі .
У вересні 2012 року Brother Industries виготовила свою 50-мільйонну домашню швейну машину .
У травні 2017 року Brother Industries виготовила свою 60-мільйонну домашню швейну машину.
Що стосується промислових швейних машин, компанія Brother представила S-7300A "NEXIO"  – першу у світі швейну машину прямого стібка, яка використовує електронну подачу. NEXIO — це перші у світі промислові швейні машини, що застосовуються в Інтернеті речей . Візуалізація шляхом підключення швейної машини та комп’ютерної технології дозволяє клієнту аналізувати, керувати процесами та прискорювати підвищення продуктивності та технічне обслуговування.

### Історія
У 1908 році Канекічі Ясуї (Kanekichi Yasui) заснував Yasui Sewing and Co., яка надавала послуги з ремонту та запчастини для швейних машин. Тим часом Масайосі Ясуї (Masayoshi Yasui) успадкував свою компанію та перейменував її на Yasui Brothers' Sewing Machine Co .
У 1928 році першим продуктом компанії стала швейна машина ланцюгового стібка, здатна виготовляти солом’яні капелюхи. Машина була популярна завдяки своїй довговічності порівняно з німецькими машинами того часу.
Вони представили та почали масове виробництво домашніх швейних машин у 1932 році, коли Джіцуічі Ясуі (Jitsuichi Yasui), молодшому брату Масайосі (Masayoshi) та співзасновнику їхньої компанії, вдалося розробити човникові гачки.
У 1934 році компанія була перейменована в Nippon Sewing Machine Manufacturing Co., яка згодом почала виробляти промислові швейні машини в 1936 році.
Їхні 200 HA-1 побутові  швацькі машини з прямим стібком були експортовані до Шанхаю на прохання японського уряду.
У 1979 році вони представили та виготовили свою першу комп’ютеризовану швейну машину під назвою ZZ3-B820 «Opus 8» .
Вони почали виготовляти комерційні/багатоголкові швейні машини у 2003 році, представивши PR-600. 2010 рік ознаменувався запровадженням програмного забезпечення ПК для дизайну та редагування на їхніх швейних/вишивальних машинах (Innov-is I) під назвою PE-Design.
У 2013 році вони представили домашню машину для різання під назвою CM550DX.
Для японського ринку у 2017 році компанія Brother представила комбіновану машину для шиття та вишивання під назвою Parie .
7 серпня 2018 року компанія Brother офіційно представила свою нову лінійку швейних машин 2019 року  на конференції дилерів Back To Business, яка щорічно проводиться в Орландо, штат Флорида, на честь 100-річчя компанії Brother з моменту заснування в 1908 році. Найновішою найкращою швейною/вишивальною/ квілтінговою машиною Brother є Luminaire Innov-ìs XP-1. Вона оснащена технологією StitchVision, яка використовує світлові проєкції для віртуального попереднього перегляду стібка акуратно й точно, а також максимальну площу вишивки 10,6 на 16 дюймів .

## Інші продукти

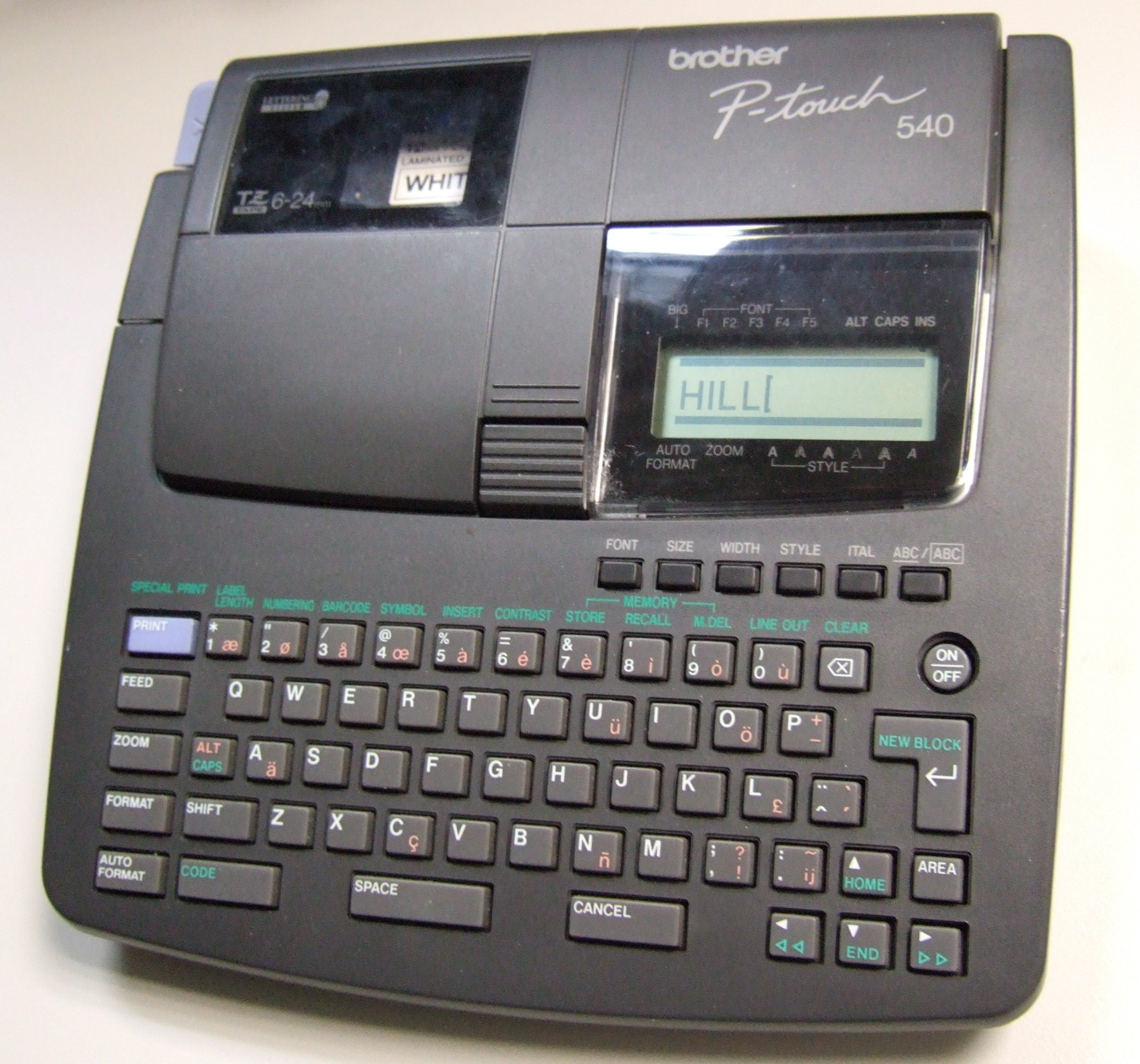
Принтер етикеток Brother P-Touch 540

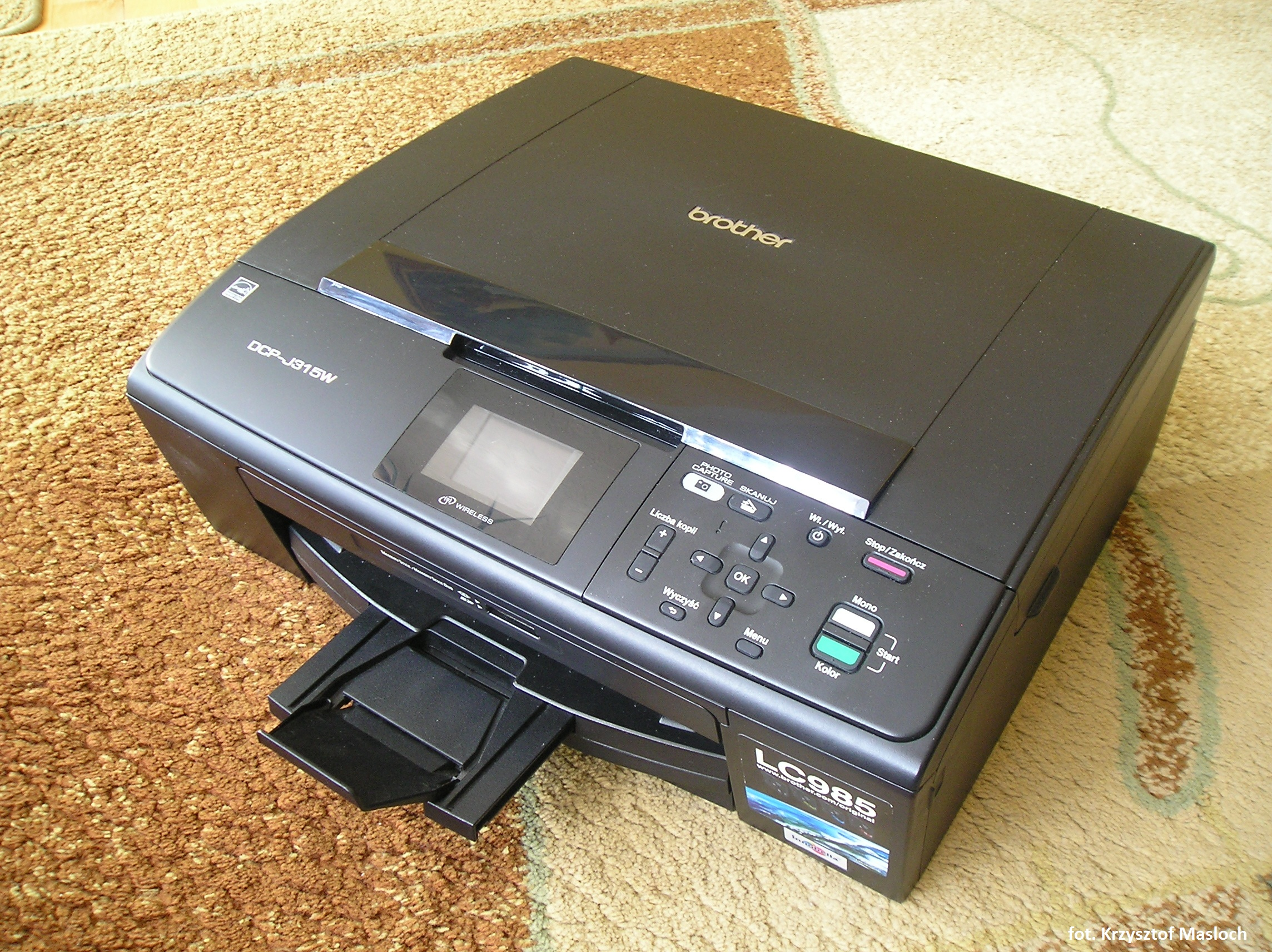
Бездротовий багатофункціональний принтер Brother DCP-J315W

У 1960-х роках компанія Brother розширила свою діяльність у виробництві принтерів, принтерів етикеток, МФУ, принтерів для одягу, музичних секвенсерів, виробничих верстатів і караоке Joysound.

## Реклама та спонсорство
Брат спонсорував футбольний клуб «Манчестер Сіті» з 1987 по 1999 рік, що є однією з найдовших безперервних спонсорських угод будь-якого англійського футбольного клубу. 
Восени 2010 року компанія Brother запустила свою першу інтегровану загальноєвропейську рекламну кампанію для лінійки принтерів формату A3. Під назвою «141%» стосується співвідношення розмірів паперу A3 й A4.
У 2019 році британська дочірня компанія Brother стала співспонсором велокоманди Vitus Pro Cycling Team, а назва команди офіційно стала «Vitus Pro Cycling Team, Powered By Brother UK». 
У 2019 році компанія Brother оголосила про своє співспонсорство Японського павільйону на виставці Expo 2020 в ОАЕ. 

## Дослідження та виробничі місця
- Фабрика Mizuho (район Mizuho, Нагоя)
- Завод Hoshizaki (район Мінамі, Нагоя)
- Фабрика Мінато (район Мінато, Нагоя)
- Фабрика Таоюань (район Мідзухо, Нагоя)
- Фабрика Карія (місто Карія, префектура Айчі)
- Центр розвитку технологій (район Мізухо, Нагоя)
- Логістичний центр (район Мінамі, Нагоя)

Закордонні штаб-квартири розташовані в наступних країнах.
- Тайвань (1 місце)
- Малайзія (1 місце)
- Китай (6 місць)
- В'єтнам (1 місце)
- Великобританія (2 місця)
- Словаччина (1 місце)
- США (1 місце)

## Філантропія
У 2017 році Brother пожертвував 50 000 доларів США Американському Червоному Хресту у відповідь на збитки, завдані ураганом «Харві» .
У 2018 році Brother пожертвував ¥100 мільйонів на допомогу жертвам землетрусу в Індонезії 2018 року.
У 2021 році Brother Industries пожертвував 110 000 євро Німецькому Червоному Хресту та іншим організаціям у відповідь на збитки, завдані європейськими повенями 2021 року, а Brother International (Бельгія) пожертвував 10 000 євро Бельгійському Червоному Хресту .
У 2022 році Brother пожертвував 500 000 євро УВКБ ООН на підтримку його зусиль з надання гуманітарної допомоги в Україні та сусідніх країнах.  Пізніше того ж року Brother пожертвував ¥2 000 000 некомерційній організації Japan Platform у відповідь на повінь у Пакистані 2022 року .
У 2023 році Brother пожертвував  ¥2 000 000 некомерційній корпорації Лікарі без кордонів/Лікарі без кордонів (MSF) для підтримки людей, які постраждали від землетрусу в Афганістані 2023 року .